# Grace and Gratitude
A Grace and Gratitude Olivia Newton-John 2006-ban megjelent new age és meditatív jellegű albuma. 2010-ben került üzletekbe több változtatást és bővítést tartalmazó új kiadása, a Grace and Gratitude Renewed.

## Az album ismertetése
A Grace and Gratitude album Olivia életének egy nehéz periódusában készült. 2005 nyarán egy hajókirándulás során eltűnt társa, Patrick McDermott filmes szakember, akivel nyolc éve volt partneri kapcsolatban. A nem sokkal korábban édesanyját is elveszített Olivia annyira összetört, hogy életében először segítséget is igénybe kellett vennie. Fél év után úgy döntött, megpróbál talpraállni. A közvetlenül ezutáni időszak eredménye a Grace and Gratitude.
Társszerzője és producere a kanadai Amy Sky, akivel már többször dolgozott együtt az előző években. Az album tíz dalt tartalmaz, melyeket tíz zenekari rész kapcsol folyamatos egésszé. Négy dalt Amy Sky egyedül írt, hatot Amy és Olivia közösen. A kanadai Torontóban felvett albumot Olivia saját cége, az ONJ Productions Inc. adta ki digipack dobozban. Az egységes stílusú és egészében hallgatandó relaxációs és meditációs jellegű album Assisi Szent Ferenc egy verse mellett tibeti buddhista kántálásokat, zsidó és iszlám imákat is tartalmaz.
2010-ben két új kiadás is forgalomba került, a Grace and Gratitude Renewed, melyen helyenként újra felvett ének, új kíséret, közreműködő művészek mellett két új szám is helyet kapott. A teljesen új borítóval kiadott album két héttel a megjelenése után 2. helyezésig jutott a Billboard new age listán.
A 2010. szeptember végén Bécsben tartott mellrák ellenes Pink Ribbon Day kapcsán került korlátozott példányszámú kiadásba a Grace and Gratitude duplalemezes speciális változata. Az első lemez az album eredeti verziója, a második lemezen a Magic és Physical című számok erre az alkalomra felvett új változatai hallhatók. Az album erre az alkalomra készített speciális rózsaszínű borítóval, új fotóval, grafikával került kiadásra.

## Az album dalai

### Eredeti kiadás
- Shekhinah (Interlude)
- Pearls on a Chain
- Yesod (Interlude)
- To Be Wanted
- Hod (Interlude)
- Learn to Love Yourself
- Nezah (Interlude)
- Grace and Gratitude
- Tiferet (Interlude)
- Love Is Letting Go of Fear
- Hesed-Gevurah (Interlude)
- Gaté Gaté
- Tala'al Badru 'Alayna (Interlude)
- Let Go Let God
- Binah (Interlude)
- I Will Lift Up My Eyes
- Hochmah (Interlude)
- The Power of Now
- Keter (Interlude)
- Instrument of Peace

### Grace and Gratitude Renewed
- Shekhinah (Interlude) 2:59
- Pearls On A Chain 3:53
- Yesod (Interlude) 1:49
- To Be Wanted (with Mark Masry) 4:14
- Hod (Interlude) 1:38
- Learn To Love Yourself 4:21
- Nezah (Interlude) 1:07
- Grace And Gratitude 3:23
- Tiferet (Interlude) 1:28
- Love Is Letting Go Of Fear 4:11
- Hesud - Gevurah (Interlude) 1:16
- Gaté Gaté 4:04
- Tala'al Bardu 'Alayna (Interlude) 1:15
- Let Go Let God 5:05
- Binah (Interlude) 0:45
- I Will Lift Up My Eyes (with Amy Sky) 5:08
- Todah (Interlude) 3:38
- Help Me To Heal 4:03
- Hochmah (Interlude) 2:12
- The Power Of Now 4:44
- Keter (Interlude) 2:36
- Instrument Of Peace (with Marc Jordan)

### Bonus lemezes osztrák kiadás
Az első lemez azonos az eredeti kiadással, a második lemezen két dal van, mindkettő erre az alkalomra készített új felvétellel.
- Physical
- Magic

## Kiadások
- Az album az ONJ Productions Inc. kiadásában 2006. szeptember 25-én került az amerikai boltokba, katalógusszám nélkül.
- 2007 folyamán Kanadában, Ausztráliában, Hong Kongban és Malaysiában adták ki, Európában import lemezeket forgalmaztak.
- 2010 szeptemberében a Grace and Gratitude Renewed világszerte elérhetővé vált a Green Hill Music és az EMI kiadásában.

## Helyezések
- Instrument of Peace - Billboard AC lista: No.30
- Grace and Gratitude Renewed album - Billboard new age lista: No.2